# Jardim Vista Alegre (Paulínia)
22° 45' 39.3" S 47° 8' 58.4" O

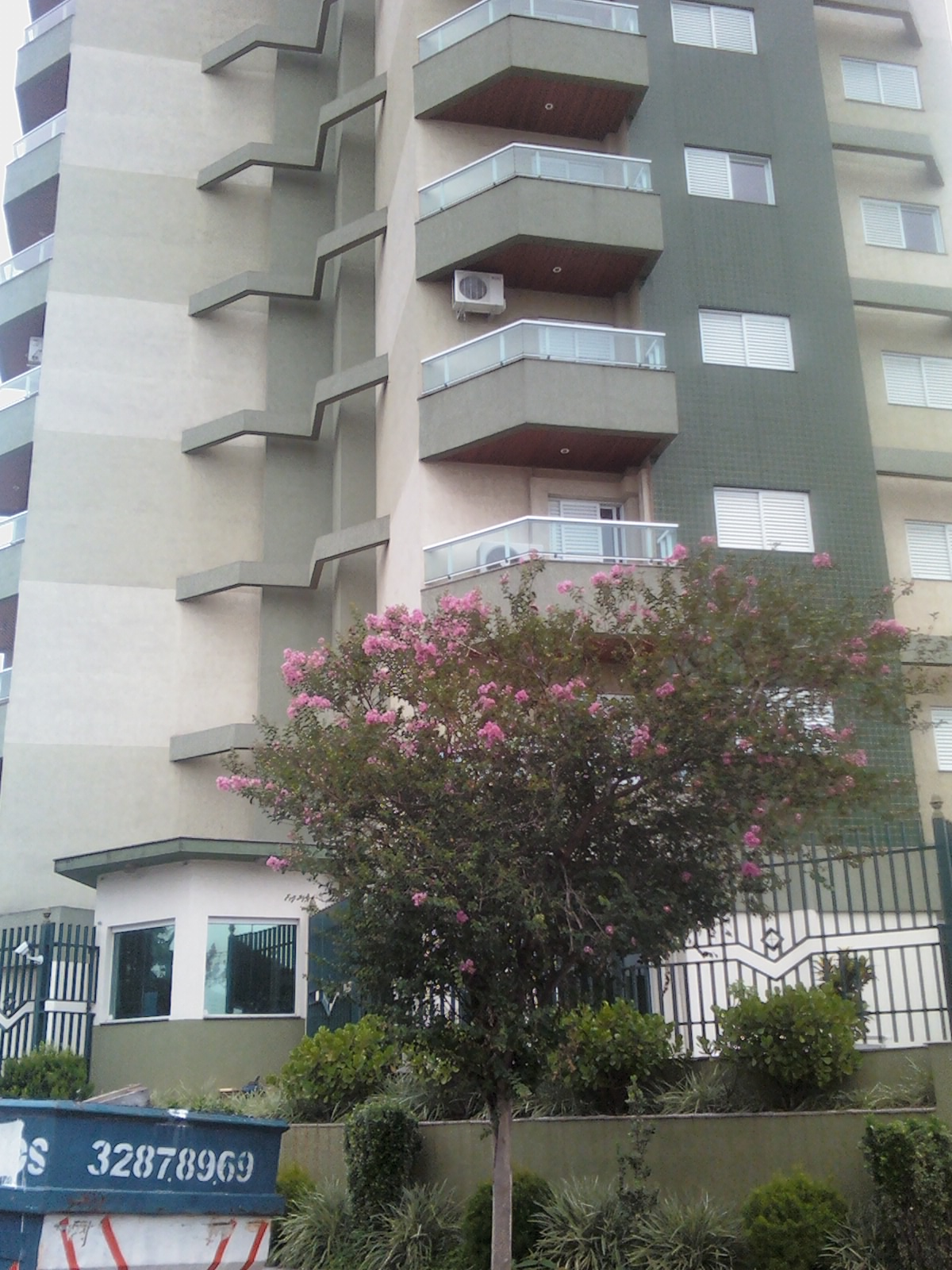
Edifício residencial no bairro Vista Alegre.

O Jardim Vista Alegre é um bairro da cidade brasileira de Paulínia, no estado de São Paulo. Localiza-se na região central da cidade e é conhecido por ser onde se localiza a sede da Câmara Municipal de Paulínia.

## Principais vias
- Avenida dos Expedicionários
- Rua Oscar Seixas de Queiroz
- Rua Manuel de Souza Filho
- Rua Antônio Ferro
- Rua Padre José de Anchieta